# Athyrma mixosema
Athyrma mixosema är en fjärilsart som beskrevs av Louis Beethoven Prout 1928. Athyrma mixosema ingår i släktet Athyrma och familjen nattflyn. Inga underarter finns listade i Catalogue of Life.